# 利·霍華德
利·霍華德（英語：Leigh Howard，1989年10月18日—），澳洲單車運動員，他代表澳洲隊參加了日本舉行的2020年夏季奧林匹克運動會，並且在男子團體追逐賽上獲得銅牌。